# نظام وصول أفضل
نظام الوصول الأفضل والمعروف أيضًا باسم «مبادرة أفضل للوصول إلى الأطباء النفسيين وعلماء النفس والممارسين العامين» هو برنامج تابع الحكومة الأسترالية يقدم رعاية صحية عقلية مدعومة للمقيمين في أستراليا. بموجب المخطط، يستطيع الممارسين العامين وأطباء الأطفال وحتى الأطباء النفسيين الذين لديهم رقم مقدم الرعاية الطبية، إحالة المرضى إلى ممارسين صحيين مؤهلين لعلاج حالات الصحة الذهنية أو العقلية في إطار برنامج ميديكير. يعد النظام مكونًا رئيسيًا للرعاية الصحية في أستراليا ويهدف إلى تحسين علاج وإدارة الأمراض العقلية داخل المجتمع الأسترالي. قدم نظام الوصول الأفضل أكثر من 30 مليون خدمة علاج فردية للأستراليين الذين يعانون من إضطرابات الصحة العقلية منذ بدايته.

## تاريخ
دعا تحقيق أجراه مجلس الشيوخ عام 2006 حول نظام الصحة العقلية الأسترالي إلى تغييرات شاملة في خدمات الصحة العقلية. حيث صدر تقرير لجنة الإنتاجية عن القوى العاملة الصحية الأسترالية في يناير / كانون الثاني 2006 وحدد عددًا من المشكلات النظامية المتعلقة بإمكانية وصول المجتمع إلى خدمات الصحة العقلية كجزء من خطة العمل الوطنية للصحة العقلية. أوصى تقرير اللجنة بإصلاحات في تقديم خدمات الصحة العقلية وتمديد حسومات الرعاية الطبية لأخصائيي الصحة المتحالفين. أثار مجلس الحكومات الأسترالية قضية الصحة النفسية كقضية ذات أهمية وطنية في فبراير 2006، ممَ أدى إلى إعلان الحكومة الأسترالية عن زيادة 1.9 مليار دولار في تمويل خدمات الصحة العقلية. كجزء من إصلاحات لجنة الزراعة في الصحة النفسية، أعلنت الحكومة عن مبادرة الوصول الأفضل للأشخاص الذين يعانون من إضطرابات الصحة العقلية للوصول إلى الخدمات من المهنيين الصحيين المتحالفين المؤهلين.
اعتمد المخطط على بعض نقاط القوة في برنامج سابق، أفضل النتائج في رعاية الصحة العقلية، الذي تم إنشاؤه في عام 2001. سمح هذا البرنامج للأطباء العامين بالمطالبة باستخدام الخدمات النفسية بعد الانتهاء من التدريب في التثقيف النفسي والعلاج الشخصي والعلاج السلوكي المعرفي.